# Bernard Flüeler
Pater Bernard Flüeler (weltlicher Name: Friedrich Flüeler) OSB (* 27. Februar 1882 in Stans; † 15. März 1958 in Einsiedeln) war ein Schweizer Maler, Grafiker, Kunsthandwerker, Kunstpädagoge und Kustos. Sein Werk umfasst Tafel- und Freskomalerei, Holzschnitte, Illustrationen, Stickereien, Goldschmiedearbeiten und Entwürfe für liturgische Gewänder und Glasfenster.

## Leben und Werk
Pater Bernard Flüeler war ein Sohn des Fürsprechs und Direktors der Schwyzer Kantonalbank Friedrich Flüeler (1856–1931) und der Hedwig, geborene Ackermann († 28. Januar 1897). Flüeler wuchs mit seinen vier Brüdern in Stans auf. Ab 1926 unterrichtete er als Zeichenlehrer am Stiftsgymnasium Einsiedeln. Pater Bernard Flüeler schuf für mehrere Kirchen und Kapellen Freskobilder, so 1928 für die katholische Kapelle St. Petrus in Embrach sowie 1937 für die Friedhofskapelle, auch Schlachtkapelle genannt, in Näfels. Die Fresken wurden bei der Gesamtrenovation 1980 entfernt.